# Mylothris continua
Mylothris continua är en fjärilsart som beskrevs av Talbot 1944. Mylothris continua ingår i släktet Mylothris och familjen vitfjärilar. IUCN kategoriserar arten globalt som livskraftig. Inga underarter finns listade i Catalogue of Life.